# Buddha di Kakrak

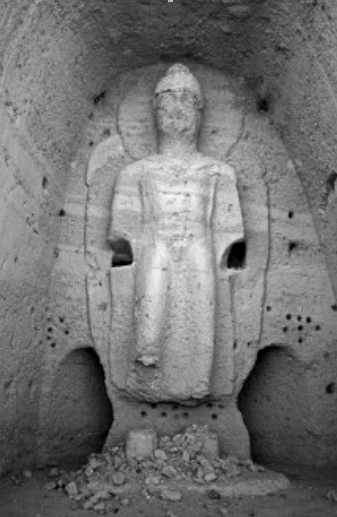
Buddha di Kakrak

Il Buddha di Kakrak era una grande statua raffigurante il Buddha, situata in un'ampia nicchia, in una parete rocciosa della Valle di Kakrak, in Afghanistan.
La statua, alta 6,5 metri, fu eretta dalla fiorente comunità monastica buddista locale, tra il VII e l'VIII secolo d.C., (quindi alcuni secoli dopo i due vicini Buddha di Bamiyan), scolpendo direttamente le fattezze del Buddha nella roccia, a segnacolo di un luogo di culto e di conforto per i pellegrini, com'era usanza nella zona.. 
Circondata in origine da ricchi dipinti raffiguranti le vicende di Gautama Buddha e delle sue precedenti incarnazioni, la statua e l'intero complesso monastico furono abbandonati a seguito della conquista ghaznavide della regione e dello stabilimento dell'Islam nella zona, intorno al 1000 d.C..
Dopo la distruzione dei Buddha di Bamiyan, nel 2001, i Talebani, all'inizio dell'anno seguente (2002), fecero esplodere anche il Buddha di Kakrak con l'uso della dinamite. Ad oggi è ancora distinguibile l'aureola che circondava il capo del Buddha e il contorno della sua testa..